# Centaurea deustiformis
Centaurea deustiformis là một loài thực vật có hoa trong họ Cúc. Loài này được Adamović mô tả khoa học đầu tiên.